# 科佩山
47°09′29″N 14°17′48″E / 47.158142°N 14.296709°E
科佩山（德語：Koppe），是奧地利的山峰，位於該國東南部，由施泰爾馬克州負責管轄，屬於下陶恩山脈中羅滕曼及韋爾茨陶恩山脈的一部分，海拔高度1,527米。